# ゼミオ

ゼミオ（フランス語: Zemio）は中央アフリカ共和国南東に位置するオー・ムボム州の町及び準州の名称。 

## 交通
ゼミオ空港が所在している。